# Aspangberg-Sankt Peter
Aspangberg-Sankt Peter è un comune austriaco di 1 933 abitanti nel distretto di Neunkirchen, in Bassa Austria. È stato istituito il 1º gennaio 1971 con la fusione dei comuni soppressi di Aspangberg e Sankt Peter am Wechsel; capoluogo comunale è Sonneck.